# Estadio Jeque Zayed
El Estadio Jeque Zayed (en inglés: Sheikh Zayed Stadium o Zayed Sports City Stadium, como también es conocido) es un estadio nacional y multiuso que se encuentra en Abu Dabi, Emiratos Árabes Unidos. Actualmente es utilizado principalmente en partidos de fútbol y para competiciones de atletismo. Es además la sede principal de la Selección de fútbol de los Emiratos Árabes Unidos.

## Capacidad
Cuando se inauguró el estadio en el año 1979 su capacidad alcanzaba alrededor de las 60 000 personas. Actualmente, y después de los trabajos realizados en él para ajustarlo a las normas de seguridad vigentes de la FIFA, su capacidad se ha reducido a las 49 500 personas.

## Mundial de Clubes FIFA
Después de que entre 2005 y 2008 la Copa Mundial de Clubes de la FIFA se realizara varias veces en Japón, la FIFA decidió que en 2009 se empezaría con una rotación de sedes.
Los Emiratos Árabes Unidos consiguieron el derecho a albergar el campeonato tanto de 2009 y 2010, seleccionándose el Estadio Mohammed bin Zayed para albergar los partidos finales y el Estadio de la Ciudad Deportiva Zayed (Zayed Sports City Stadium) para celebrar los otros partidos. Ambos estadios se encuentran en el emirato de Abu Dabi, el más grande de ese país.

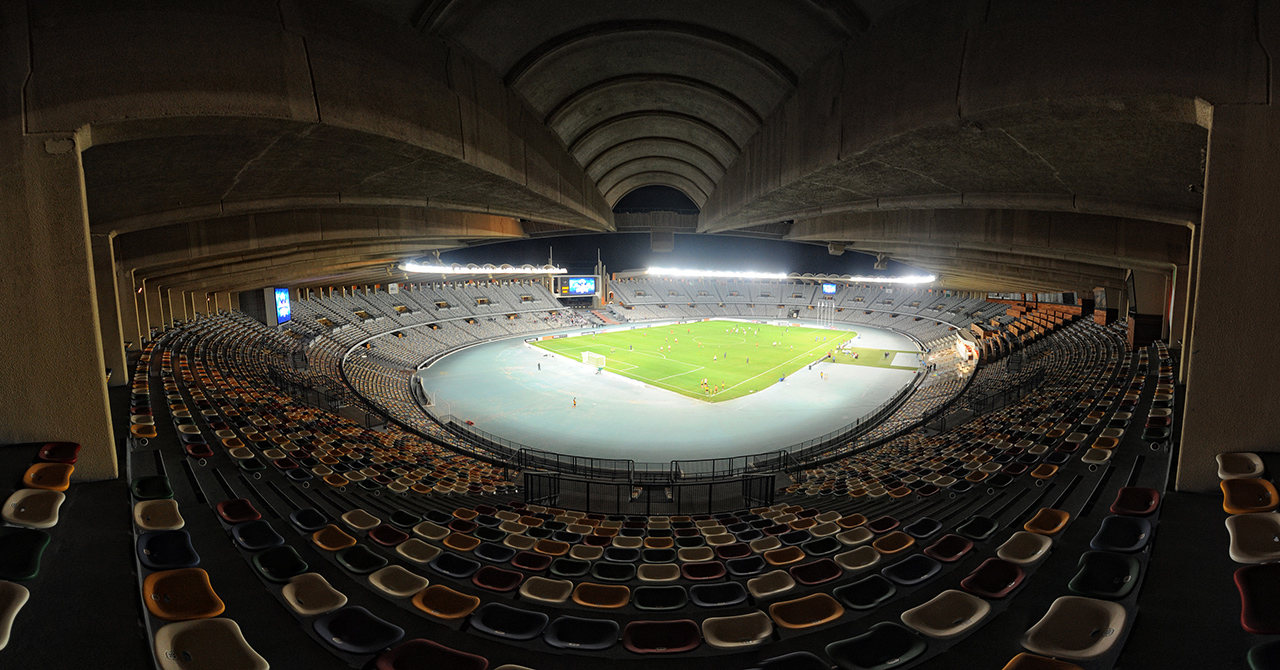
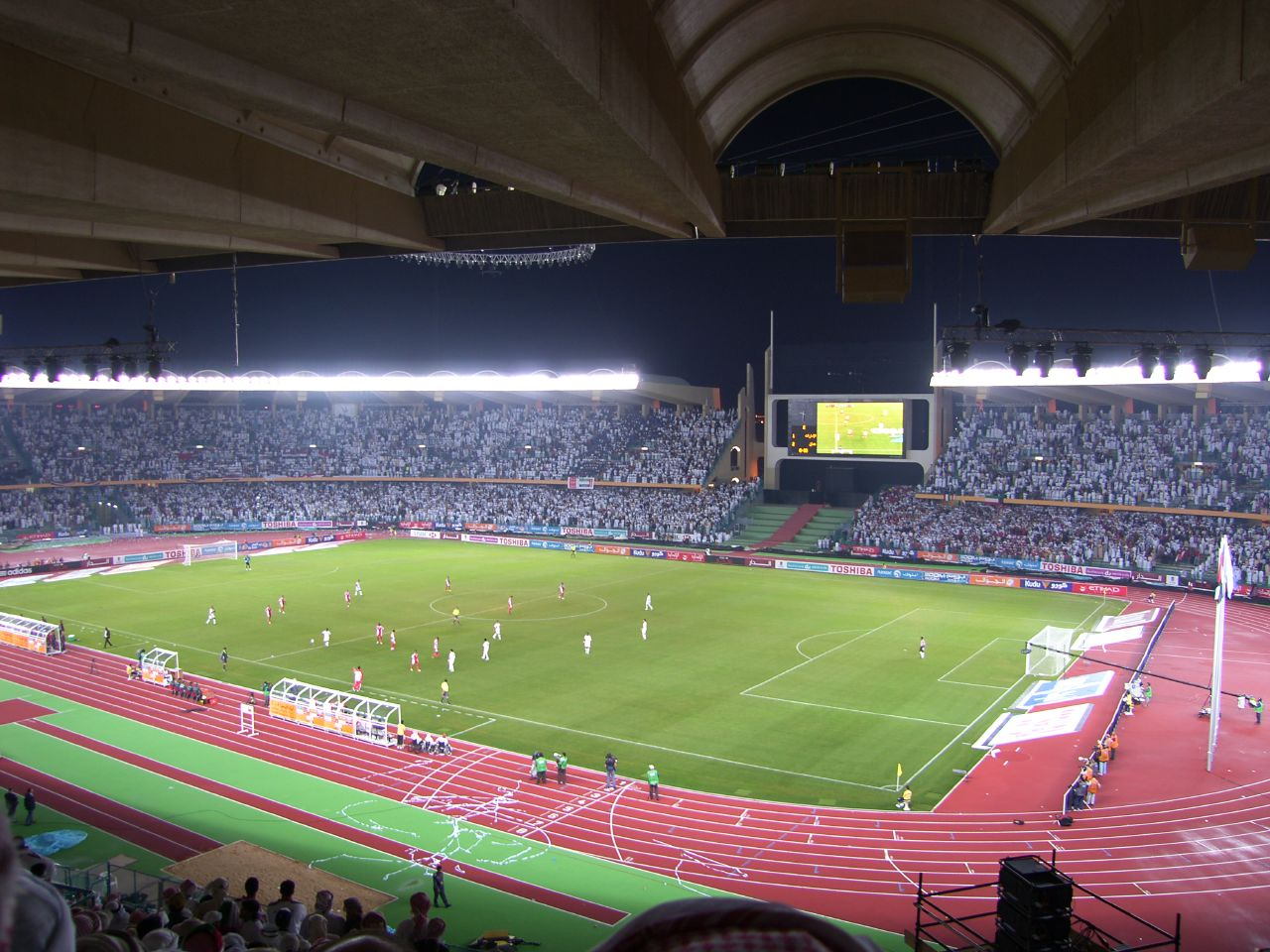

## Eventos de fútbol

### Copa Asiática 1996
- El estadio albergó doce partidos de la Copa Asiática 1996.
| Fecha           | Selección              | Resultado        | Selección      | Ronda            |
| --------------- | ---------------------- | ---------------- | -------------- | ---------------- |
| 4 de diciembre  | Emiratos Árabes Unidos | 1 - 1            | Corea del Sur  | Grupo A          |
| 4 de diciembre  | Indonesia              | 2 - 2            | Kuwait         | Grupo A          |
| 7 de diciembre  | Emiratos Árabes Unidos | 3 - 2            | Kuwait         | Grupo A          |
| 7 de diciembre  | Corea del Sur          | 4 - 2            | Indonesia      | Grupo A          |
| 10 de diciembre | Emiratos Árabes Unidos | 2 - 0            | Indonesia      | Grupo A          |
| 10 de diciembre | Kuwait                 | 2 - 0            | Corea del Sur  | Grupo A          |
| 15 de diciembre | Emiratos Árabes Unidos | 1 - 0            | Irak           | Cuartos de final |
| 16 de diciembre | Arabia Saudita         | 4 - 3            | China          | Cuartos de final |
| 19 de diciembre | Emiratos Árabes Unidos | 1 - 0            | Kuwait         | Semifinales      |
| 19 de diciembre | Arabia Saudita         | 0 - 0 (4-3 pen.) | Irán           | Semifinales      |
| 21 de diciembre | Irán                   | 1 - 1 (3-2 pen.) | Kuwait         | Tercer lugar     |
| 21 de diciembre | Emiratos Árabes Unidos | 0 - 0 (2-4 pen.) | Arabia Saudita | Final            |

### Mundial de Fútbol Sub-20 2003
- En el estadio se disputaron tres juegos de la Copa Mundial de Fútbol Sub-20 de 2003.
| Fecha           | Selección              | Resultado | Selección  | Ronda        |
| --------------- | ---------------------- | --------- | ---------- | ------------ |
| 27 de noviembre | Emiratos Árabes Unidos | 1 - 4     | Eslovaquia | Grupo A      |
| 19 de diciembre | Colombia               | 2 - 1     | Argentina  | Tercer lugar |
| 19 de diciembre | España                 | 0 - 1     | Brasil     | Final        |

### Copa Mundial de Clubes de la FIFA 2009
- En el estadio se disputaron cinco juegos de la Copa Mundial de Clubes de la FIFA 2009.
| Fecha           | Equipo                  | Resultado        | Equipo        | Fase             |
| --------------- | ----------------------- | ---------------- | ------------- | ---------------- |
| 12 de diciembre | Auckland City           | 0 - 3            | Atlante       | Cuartos de final |
| 16 de diciembre | TP Mazembe              | 1 - 2            | Auckland City | Quinto puesto    |
| 16 de diciembre | Atlante                 | 1 - 3            | FC Barcelona  | Semifinal        |
| 19 de diciembre | Pohang Steelers         | 1 - 1 (4-3 pen.) | Atlante       | Tercer lugar     |
| 19 de diciembre | Estudiantes de La Plata | 1 - 2            | FC Barcelona  | Final            |

### Copa Mundial de Clubes de la FIFA 2010
- En el estadio se disputaron cinco juegos de la Copa Mundial de Clubes de la FIFA 2010.
| Fecha           | Equipo         | Resultado        | Equipo         | Fase             |
| --------------- | -------------- | ---------------- | -------------- | ---------------- |
| 11 de diciembre | Al-Wahda       | 1 - 4            | Seongnam Ilhwa | Cuartos de final |
| 15 de diciembre | Pachuca        | 2 - 2 (4-2 pen.) | Al-Wahda       | Quinto puesto    |
| 15 de diciembre | Seongnam Ilhwa | 0 - 3            | Internazionale | Semifinal        |
| 18 de diciembre | Internacional  | 4 - 2            | Seongnam Ilhwa | Tercer lugar     |
| 18 de diciembre | TP Mazembe     | 0 - 3            | Internazionale | Final            |

### Copa Mundial de Clubes de la FIFA 2017
- En el estadio se disputaron cinco juegos de la Copa Mundial de Clubes de la FIFA 2017.
| Fecha           | Equipo      | Resultado | Equipo             | Fase             |
| --------------- | ----------- | --------- | ------------------ | ---------------- |
| 9 de diciembre  | Pachuca     | 1 - 0     | Wydad Casablanca   | Cuartos de final |
| 9 de diciembre  | Al-Jazira   | 1 - 0     | Urawa Red Diamonds | Cuartos de final |
| 13 de diciembre | Al-Jazira   | 1 - 2     | Real Madrid        | Semifinal        |
| 16 de diciembre | Al-Jazira   | 1 - 4     | Pachuca            | Tercer lugar     |
| 16 de diciembre | Real Madrid | 1 - 0     | Grêmio             | Final            |

### Copa Mundial de Clubes de la FIFA 2018
- En el estadio se disputaron tres juegos de la Copa Mundial de Clubes de la FIFA 2018.
| Fecha           | Equipo          | Resultado | Equipo          | Fase         |
| --------------- | --------------- | --------- | --------------- | ------------ |
| 19 de diciembre | Kashima Antlers | 1 - 3     | Real Madrid     | Semifinal    |
| 22 de diciembre | River Plate     | 4 - 0     | Kashima Antlers | Tercer lugar |
| 22 de diciembre | Al-Ain          | 1 - 4     | Real Madrid     | Final        |

### Copa Asiática 2019
- El estadio albergó ocho partidos de la Copa Asiática 2019.
| Fecha                | Selección #1           | Resultado | Selección #2           | Ronda                 | Espectadores |
| -------------------- | ---------------------- | --------- | ---------------------- | --------------------- | ------------ |
| 5 de enero de 2019   | Emiratos Árabes Unidos | 1 - 1     | Baréin                 | Primera fase, Grupo A | 33 878       |
| 8 de enero de 2019   | Irak                   | 3 - 2     | Vietnam                | Primera fase, Grupo D | 4779         |
| 10 de enero de 2019  | India                  | 0 - 2     | Emiratos Árabes Unidos | Primera fase, Grupo A | 43 206       |
| 13 de enero de 2019  | Omán                   | 0 - 1     | Japón                  | Primera fase, Grupo F | 12 110       |
| 17 de enero de 2019  | Arabia Saudita         | 0 - 2     | Catar                  | Primera fase, Grupo E | 16 067       |
| 21 de enero de 2019  | Emiratos Árabes Unidos | 3 - 2     | Kirguistán             | Octavos de final      | 17 784       |
| 25 de enero de 2019  | Corea del Sur          | 0 - 1     | Catar                  | Cuartos de final      | 13 791       |
| 1 de febrero de 2019 | Japón                  | 1 - 3     | Catar                  | Final                 | 36 776       |